# Князевское
Князевское (укр. Князівське) — село в Дубовской сельской общине Калушского района Ивано-Франковской области Украины.
Население по переписи 2001 года составляло 875 человек. Занимает площадь 13,374 км². Почтовый индекс — 77642. Телефонный код — 03474.